# 人間交差点
『人間交差点 -HUMAN SCRAMBLE-』（ヒューマンスクランブル）は、矢島正雄（原作）、弘兼憲史（作画）による日本の青年漫画。

## 概要
1980年から1990年まで『ビッグコミックオリジナル』（小学館）で連載された。全232話。単行本（ビッグコミックス）は全27巻、文庫版は全19巻。この時期の世相を反映し、バブル経済や地上げなどに関する話題がよく取り上げられ、1986年には第30回小学館漫画賞を受賞した。累計発行部数は1200万部を記録している。
基本的に1話完結の短編集であり、各話ごとに登場人物も様々である。刑務所の中の話もあれば、経済界のエリートを主人公とした話もあるが、各話を貫いているテーマは「人間模様」である。
多くの作中で「死」について触れられており、その内容は殺人、自殺、病死、戦死、事故死、堕胎など様々で、血まみれの殺人現場や首つりの現場など、その状況は詳細に描かれている。
1984年8月1日に初版発行されたコミック第6巻の第六話「紺碧の宴」で、1985年8月12日に墜落した日本航空のジャンボ機、機体番号「JA8119」が巻頭に描かれ、沖縄に向かう主人公が搭乗している。しりもち事故後ではあるが、偶然にも墜落前。

## 書誌情報

### 単行本
- 矢島正雄（原作） / 弘兼憲史（作画） 『人間交差点』 小学館〈ビッグコミックス〉、全27巻
  1. 「ガラスの靴ははかない」1981年10月1日初版第1刷発行、ISBN 4-09-180391-1
  2. 「消えた国」1981年11月1日初版第1刷発行、ISBN 4-09-180392-X
  3. 「流された記憶」1982年9月1日初版第1刷発行、ISBN 4-09-180393-8
  4. 「埋火」1983年8月1日初版第1刷発行、ISBN 4-09-180394-6
  5. 「腐敗」1984年2月1日初版第1刷発行、ISBN 4-09-180395-4
  6. 「紺碧の宴」1984年8月1日初版第1刷発行、ISBN 4-09-180396-2
  7. 「蜃気楼」1984年12月1日初版第1刷発行、ISBN 4-09-180397-0
  8. 「砂の絵」1985年5月1日初版第1刷発行、ISBN 4-09-180398-9
  9. 「蒼き果てにて」1985年10月1日初版第1刷発行、ISBN 4-09-180399-7
  10. 「一輪」1986年4月1日初版第1刷発行、ISBN 4-09-180400-4
  11. 「微笑」1986年8月1日初版第1刷発行、ISBN 4-09-181131-0
  12. 「氷の林檎」1986年11月1日初版第1刷発行、ISBN 4-09-181132-9
  13. 「一月の陽炎」1987年1月1日初版第1刷発行、ISBN 4-09-181133-7
  14. 「過去を持つ愛情」1987年3月1日初版第1刷発行、ISBN 4-09-181134-5
  15. 「送り火」1987年5月1日初版第1刷発行、ISBN 4-09-181135-3
  16. 「一年」1987年7月1日初版第1刷発行、ISBN 4-09-181136-1
  17. 「雨林」1987年12月1日初版第1刷発行、ISBN 4-09-181137-X
  18. 「川辺り」1988年3月1日初版第1刷発行、ISBN 4-09-181138-8
  19. 「雪の手紙」1988年8月1日初版第1刷発行、ISBN 4-09-181139-6
  20. 「薄彩」1988年12月1日初版第1刷発行、ISBN 4-09-181140-X
  21. 「街」1989年4月1日初版第1刷発行、ISBN 4-09-181751-3
  22. 「名前」1989年8月1日初版第1刷発行、ISBN 4-09-181752-1
  23. 「道草」1989年12月1日初版第1刷発行、ISBN 4-09-181753-X
  24. 「水面の華」1990年4月1日初版第1刷発行、ISBN 4-09-181754-8
  25. 「…一里塚」1990年8月1日初版第1刷発行、ISBN 4-09-181755-6
  26. 「土曜日の花火」1990年12月1日初版第1刷発行、ISBN 4-09-181756-4
  27. 「台風の吹く日」1991年3月1日初版第1刷発行、ISBN 4-09-181757-2

### 文庫版
- 矢島正雄（原作） / 弘兼憲史（作画） 『人間交差点』 小学館〈小学館文庫〉、全19巻
  1. 1994年11月17日発売[2]、ISBN 4-09-192011-X
  2. 1994年11月17日発売[3]、ISBN 4-09-192012-8
  3. 1994年11月17日発売[4]、ISBN 4-09-192013-6
  4. 1994年11月17日発売[5]、ISBN 4-09-192014-4
  5. 1994年11月17日発売[6]、ISBN 4-09-192015-2
  6. 1995年2月17日発売[7]、ISBN 4-09-192016-0
  7. 1995年2月17日発売[8]、ISBN 4-09-192017-9
  8. 1995年2月17日発売[9]、ISBN 4-09-192018-7
  9. 1995年2月17日発売[10]、ISBN 4-09-192019-5
  10. 1995年2月17日発売[11]、ISBN 4-09-192020-9
  11. 1995年12月14日発売[12]、ISBN 4-09-192121-3
  12. 1995年12月14日発売[13]、ISBN 4-09-192122-1
  13. 1996年2月17日発売[14]、ISBN 4-09-192123-X
  14. 1996年2月17日発売[15]、ISBN 4-09-192124-8
  15. 1996年4月17日発売[16]、ISBN 4-09-192125-6
  16. 1996年4月17日発売[17]、ISBN 4-09-192126-4
  17. 1996年6月15日発売[18]、ISBN 4-09-192127-2
  18. 1996年6月15日発売[19]、ISBN 4-09-192128-0
  19. 1996年6月15日発売[20]、ISBN 4-09-192129-9

## 映画

### 人間交差点 不良
1993年5月8日公開。

#### キャスト（映画 第1作）
- 加納修司 - 志村東吾
- 松田ゆかり - 森崎めぐみ
- 金岡烈 - 白竜
- 松田千栄子 - 野川由美子
- 西脇哲郎 - 中西良太
- 加納英夫 - 三上真一郎
- 加納敏江 - 山口美也子
- 大久保繁 - 仙波和之
- 組員A - 坂田雅彦
- 組員B - 大森嘉之
- 刑事A - 下元史朗

#### スタッフ（映画 第1作）
- 監督 - 高橋伴明
- 助監督 - 山川元
- 製作 - 真木太郎
- プロデューサー - 下田淳行、田口聖
- 脚本 - 高田純
- 企画 - 神野智、渡辺敦
- 撮影 - 安藤庄平
- 音楽 - 丸尾知行
- 美術 - 高田純
- 編集 - 井家眞紀夫
- スクリプター - 牧田優一
- プロデューサー - 下田淳行、田口聖
- 照明 - 松井博

### 人間交差点 雨
1993年6月5日公開。

#### キャスト（映画 第2作）
- 野崎洋平 - 梨本謙次郎
- 菊島あけみ - 大寶智子
- 神林院長 - 藤田弓子
- 大谷教官 - 斉木しげる
- 今野教官 - 亀山助清
- 星川教官 - 飛田ゆき乃
- 金子 - 銀粉蝶
- ラーメン屋主人 - 趙方豪
- 本田 - 綾田俊樹

#### スタッフ（映画 第2作）
- 監督 - 平山秀幸
- 助監督 - 近藤亮一
- 製作 - 真木太郎
- プロデューサー - 下田淳行、田口聖
- 脚本 - 奥寺佐渡子
- 企画 - 神野智、渡辺敦
- 撮影 - 安藤庄平
- 音楽 - 川島春信
- 歌 - 上田正樹
- 美術 - 丸尾和行
- 編集 - 鈴木歓（J・K・S）
- 録音 - 井家眞紀夫
- スクリプター - 牧田優一
- 照明 - 松井博

### 人間交差点 道
1993年6月26日公開。

#### キャスト（映画 第3作）
- 健一 - 坂上忍 / 黒龍修（小学校時代）
- 徳三 - 斎藤晴彦
- 川村織江 - 網浜直子 / 陣内奏子（小学校時代）
- 静江 - 真行寺君枝
- 沢田 - 下元史朗
- 恵理 - 香川舞美
- 良子 - 曽根美穂
- 川村正雄 - 潮哲也
- 店主 - 桜金造

#### スタッフ（映画 第3作）
- 監督・脚本 - 磯村一路
- 助監督 - 近藤亮一
- 製作 - 真木太郎
- プロデューサー - 下田淳行、田口聖
- 企画 - 神野智、渡辺敦
- 撮影 - 安藤庄平
- 音楽 - 吉田光
- 美術 - 丸尾和行
- 編集 - 鵜飼邦彦
- 録音 - 井家眞紀夫
- スクリプター - 牧田優一
- 照明 - 松井博

## テレビドラマ

### 盲点（あな） 吹雪が消した心中事件の謎
1984年3月13日に日本テレビ「火曜サスペンス劇場」枠にて放送された。

#### キャスト
- 緒形拳
- 吉田日出子
- ベンガル
- 池部良
- 織本順吉
- 船戸順
- 一色彩子
- 三上真一郎
- 近藤宏
- 田口計
- 川辺太一朗
- 勝畑典子
- 長谷川初範
- 名川貞郎
- 大矢兼臣
- 金子勝美
- 若狭広海
- 柳沢純子
- 秋山和子
- 宮寺康生
- 岸本功
- 大山豊
- 真吉国守
- 大月豪
- 興梠智光
- 劇団赤い風
- クロキプロ

#### スタッフ
- 企画：小坂敬、山本時雄
- プロデューサー：小杉義夫、北畑泰啓
- 原作：矢島正雄、弘兼憲史「人間交差点シリーズ・腐敗」
- 脚本：貞永方久
- 音楽：三枝成彰
- エンディングテーマ：岩崎宏美「家路」
- 監督：帯盛迪彦
- 製作：日本テレビ、STAFFアズバーズ

### ベスト・フレンド 「人間交差点」より
1987年4月15日にTBS「水曜ドラマスペシャル」枠にて放送された。

#### ストーリー
銀行員の亜矢とスタイリストのサナエは、共同でマンションを借り、暮らしていた。ある日、二人の部屋にカメラマンの文平が現れるやいなや、3人の共同生活が始まることに。亜矢は次第に文平に恋心を抱く。

#### キャスト
- 鹿島亜矢: 中森明菜
- 有川サナエ: 小林聡美
- 江藤文平: 三浦洋一
- 三田純一: 哀川翔
- 長塚京三
- 井原千寿子
- 松居直美
- 不動産屋：石井光三
- 関根勤
- （電話の声）: 明石家さんま
- 丹波義隆、米山善吉、日向明子、児島未知瑠、椎谷建治、草薙良一、青木和代、岸野一彦

他

#### スタッフ
- 原作: 矢島正雄「人間交差点」より
- 脚本: 矢島正雄
- 演出: 生野慈朗
- 音楽: 井上堯之
- ファイティングコーディネーター: 國井正廣
- プロデューサー: 浅生憲章
- 制作: 堀川とんこう、和田旭
- 製作著作: TBS

#### 関連商品
- VHS・Beta: 『中森明菜 主演 ベスト・フレンド「人間交差点」より』（1987年12月4日発売、RVE-133、パック・イン・ビデオ）
- LD: 『中森明菜 主演 ベスト・フレンド「人間交差点」より』（1987年12月21日発売、08PL-34、ワーナーパイオニア）

### 人間交差点「冬の遊園地」
1994年1月24日にTBS「月曜ドラマスペシャル」枠にて放送された。

#### キャスト
- 唐沢寿明
- 麻生祐未
- 内藤剛志
- 柄本明
- 赤坂健太郎
- 村松克巳
- 菅田俊

#### スタッフ
- 監督 - 佐藤健光
- 脚本 - 橋本以蔵
- 制作 - ホリプロ、TBS

### 新・人間交差点（2006年）
NHK総合テレビ「土曜ドラマ」枠にて2006年8月19日から9月2日まで放送された。全3回。
原作者の矢島正雄が、内海隆一郎の小説「翼ある船は」を織り交ぜながら、現代の視点からシナリオを再構成し、原作の後日談を描いている。

#### スタッフ
- 原作 - 矢島正雄・弘兼憲史「人間交差点〜海辺の波〜」「人間交差点〜遠い唸り〜」、内海隆一郎「翼ある船は」
- 脚本 - 矢島正雄
- 演出 - 本木一博
- 音楽 - 渡辺俊幸
- 制作統括 - 古川法一郎

#### キャスト
- 寺島由次 - 仲代達矢
- 富岡マリエ - 佐藤江梨子
- 桑野賢 - 田中要次
- 君原勘太 - 黒田有
- 富岡ハル - 赤木春恵

 第1回「引退記者のファイル」 
- 不良少女/高宮英子 - 加賀美早紀
- 高宮英子（現在） - 麻生えりか
- 相川舞 - 加藤千果
- アイ/渋谷サチ - 相園涼夏
- 光太郎（幼少） - 平野孝世
- 光太郎（現在） - 川岡大次郎

 第2回「赤ひげの歳月」 
- 佐田義晴 - 山口馬木也
- 水田サナエ - 出口結美子
- 平林医師 - 清水邦彦
- 築岡瑛一郎 - 山本學

 最終回「翼ある船は」 
- 浅川サトル - 枝廣智也
- 岡部孝太郎 - 上杉祥三

このほかにも日本テレビ、TBS、テレビ朝日でも特番ドラマとして放送されたエピソードもある。

## テレビアニメ
2003年4月5日から同年6月28日にテレビ東京系で土曜（日曜午前）深夜24時50分から25時20分に放送された。

### スタッフ（テレビアニメ）
- 監督 - 久米一成
- キャラクターデザイン - 神村幸子
- 色彩設定 - 小林恵
- 撮影監督 - 鈴木敏
- 音響プロデューサー - 三間雅文
- 音響監督 - 柏倉つとむ
- 音楽 - 野村教裕、林裕介
- エグゼクティブプロデューサー - 宇佐井廉
- プロデューサー - 小林教子、清水良司、服部街宇
- アニメーション制作 - A.C.G.T
- 製作 - テレビ東京、小学館プロダクション、トゥーマックス

### 主題歌
オープニングテーマ「REVENGE 〜未来（あす）への誓い〜」
作詞：阿閉真琴、作曲：重住ひろこ、編曲：k-muto、歌 - 片瀬那奈（avex trax）
エンディングテーマ「Believing」
歌 - 朝比奈亜希（avex trax）

### 各話リスト
| 話数 | サブタイトル           | 脚本       | 絵コンテ | 演出     | 作画監督            | 主演声優   | 放送日        |
| ---- | ---------------------- | ---------- | -------- | -------- | ------------------- | ---------- | ------------- |
| 1    | 傷                     | 岡部俊夫   | 川島宏   | 下司泰弘 | 河合静男            | 反町隆史   | 2003年4月5日  |
| 2    | 初雪25時               | 清水聖太郎 | 久米一成 | 栗山美秀 | 柳瀬雄之            | 唐沢寿明   | 2003年4月12日 |
| 3    | 約束                   | 岡部俊夫   | 松園公   | 山口美浩 | 柳瀬雄之 桜井木ノ実 | 沢村一樹   | 2003年4月19日 |
| 4    | 行方                   | 岸間信明   | 久米一成 | 桝井剛   | 菅井嘉浩            | 財前直見   | 2003年4月26日 |
| 5    | 冬の蝉                 | 岸間信明   | 荒川真嗣 | 栗山美秀 | 丸山泰英            | 押尾学     | 2003年5月3日  |
| 6    | 荘厳な残像             | 岡部俊夫   | 太田雅彦 | 太田雅彦 | 飯田宏義            | 竹野内豊   | 2003年5月10日 |
| 7    | 左遷                   | 岡部俊夫   | 鈴木卓夫 | 太田知章 | 菅井嘉浩            | 海東健     | 2003年5月17日 |
| 8    | 白い返事（メッセージ） | 岸間信明   | 鈴木卓夫 | 栗山美秀 | 柳瀬雄之            | 髙田万由子 | 2003年5月24日 |
| 9    | 微笑（ほほえみ）       | 岡部俊夫   | 下司泰弘 | 下司泰弘 | 河合静男            | 下條アトム | 2003年5月31日 |
| 10   | 街                     | 岡部俊夫   | 川島宏   | 山口美浩 | 谷口守泰            | 増田惠子   | 2003年6月7日  |
| 11   | ささやき               | 岡部俊夫   | 鈴木卓夫 | 山口美浩 | 谷口守泰            | 下條アトム | 2003年6月14日 |
| 12   | 教官の雨               | 岡部俊夫   | 松園公   | 山口美浩 | 河合静男            | 沢村一樹   | 2003年6月21日 |
| 13   | 分水嶺                 | 岡部俊夫   | 久米一成 | 久米一成 | 久米一成            | りょう     | 2003年6月28日 |